# Серж-Жуніор Мартінссон Нгуалі
Серж-Жуніор Мартінссон Нгуалі (фр. Serge-Junior Martinsson Ngouali; нар. 23 січня 1992, Гетеборг) — габонський футболіст шведського походження, півзахисник клубу «Броммапойкарна» і національної збірної Габону.

## Клубна кар'єра
Народився 23 січня 1992 року у Швеції в родині габонця і шведки. Розпочав свій футбольний шлях у юнацьких командах «Гуннілсе» та «Вестра Фрелунда». В 11-річному віці переїхав до Стокгольму та продовжив займатися футболом у клубі «Броммапойкарна». У складі першої команди дебютував у Аллсвенскані у  2009 році, коли йому виповнилося 18-років.

## Виступи за збірні
2009 року дебютував у складі юнацької збірної Швеції, взяв участь у 12 іграх на юнацькому рівні, відзначившись одним забитим голом. Зокрема, взяв участь у матчі кваліфікації до Євро-2011 (U-19) проти однолітків з Данії (поразка з рахунком 0:3).
2011 року залучався до складу молодіжної збірної Швеції. На молодіжному рівні зіграв в одному товариському матчі, 24 березня 2011 року проти однолітків з Італії (поразка з рахунком 1:3).
Оскільки його мати народилася в Швеції, а батько — в Центрально-Африканській Республіці, але мав габонське походження, тому в Сержа-Жуніора був вибір за яку збірну виступати: Швеції, ЦАР або Габону. Серж обрав саме збірну Габону. 
2017 року прийняв виклик до лав національної збірної Габону для участі у тогорічному домашньому для габонців розіграші Кубка африканських націй. На цьому турнірі й відбувся дебют гравця за національну команду — 18 січня 2017 року він вийшов на поле у грі проти збірної Буркіна-Фасо, яка завершилася нічиєю 1:1. Сам же Серж розпочав матч у стартовому складі, але на 66-ій хвилині був замінений.

## Особисте життя
Має також брата-близнюка Тома Мартінссона Нгуалі, який також грає в Швеції. Він виступає за молодіжну збірну Швеції.

## Досягнення
- Дивізіон 1 (третя ліга чемпіонату Швеції)
  -  Чемпіон (1): 2016